# Scotia (New York)
Scotia est un village du comté de Schenectady, dans l'État de New York, aux États-Unis,. En 2010, il comptait une population de 7 729 habitants.

## Démographie
Lors du recensement de 2010, le village comptait une population de 7 729 habitants, tandis qu'en 2019, elle est estimée à 7 642 habitants.